# Tengo una pregunta para usted
Tengo una pregunta para usted és un programa de televisió emès en Espanya per televisió en el canal La 1 de Televisió Espanyola (TVE) i per ràdio en el canal Radio 1 de Radio Nacional de España (RNE). En el programa, un grup de cent ciutadans anònims entrevisten líders polítics convidats. Lorenzo Milá és el presentador i moderador de la majoria de les edicions, encara que Ana Blanco va fer dues edicions autonòmiques.
El format es basa en el programa francès J'ai une question à vous poser (emès per la TF1), on es va entrevistar a Nicolas Sarkozy i Ségolène Royal. La versió espanyola es va estrenar el 27 de març de 2007 i la seva emissió és atemporal. Es van emetre deu programes a nivell nacional, i dues edicions autonòmiques per a Andalusia i Catalunya.

## Història del programa

### Edicions 2007: Primeres edicions amb els líders dels principals partits d'Espanya (PSOE, PP, IU, CiU, ERC)
El programa, que ja havia tingut èxit en França, es va decidir importar a Espanya començant les seves emissions l'any 2007, amb tres edicions sobre els principals partits de la política espanyola.
La primera edició es va emetre el 27 de març de 2007 amb el títol Tengo una pregunta para Usted, Señor Presidente, ja que l'entrevistat va ser el president del Govern d'Espanya i Secretari General del Partit Socialista Obrer Espanyol, José Luis Rodríguez Zapatero. El programa va ser vist per 16.206.000 espectadors, amb una audiència mitjana de 5.834.000 espectadors i 30,3% de quota de pantalla, sent líder a audiència en la seva franja horària.
En la segona edició, emesa el 19 d'abril de 2007 amb el títol Tengo una pregunta para usted, señor Rajoy va acudir com a convidat el líder de l'oposició i president del Partit Popular, Mariano Rajoy. Els índexs d'audiència van superar els del primer lliurament, amb una mitjana de 6.338.000 espectadors i una quota de pantalla del 34,9%. El programa va ser vist per un total de 18.559.000 persones.
El 16 d'octubre de 2007 es va emetre la tercera edició, amb l'assistència del coordinador general d'Izquierda Unida (tercera força política), Gaspar Llamazares; el secretari general de Convergència i Unió (quarta força), Josep Antoni Duran i Lleida; i el president d'Esquerra Republicana de Catalunya, Josep-Lluís Carod-Rovira (cinquena força). El president del Partit Nacionalista Basc (sisena força), Josu Jon Imaz, va declinar la invitació de TVE per a assistir a la macroentrevista. El programa va registrar una audiència mitjana de 4.105.000 espectadors i 22,2% de quota de pantalla.

### Edicions 2007: Edicions autonòmiques a Andalusia i Catalunya
El mateix any 2007 es van dur a terme les primeres edicions autonòmiques, és a dir, en desconnexió territorial per a algunes comunitats autònomes, amb una posterior redifusión a la resta d'Espanya. Es va començar amb Andalusia i Catalunya, les dues principals comunitats espanyoles en termes de població. Seria la primera vegada que el programa s'emetia en una llengua diferent del castellà (en català), i amb un presentador nou (Ana Blanco) pel fet que Lorenzo Milá conduiria una de les edicions, que s'emetrien alhora.
El 20 de novembre de 2007 es va emetre la primera d'aquestes edicions, amb la presència dels respectius presidents autonòmics. L'edició andalusa va comptar amb la presència del president autonòmic, el socialista Manuel Chaves, qui va respondre un total de 28 preguntes. El programa va ser presentat i moderat per Ana Blanco. A Catalunya es va emetre en català amb el títol Tinc una pregunta per vostè i presentat pel mateix Lorenzo Milá. El president de la Generalitat de Catalunya, el també socialista José Montilla, va respondre a 31 dels 60 assistents.
Posteriorment, el 18 de desembre, i seguint la mateixa fórmula, van participar els líders de l'oposició d'Andalusia, Javier Arenas (Partit Popular) i de Catalunya, Artur Mas (Convergència i Unió), en sengles desconnexions territorials.

### Edicions 2008: Luis Aragonés i Alberto Ruiz-Gallardón
El 15 d'abril de 2008 es va emetre la vuitena edició (quarta a nivell nacional), amb el seleccionador de futbol d'Espanya, Luis Aragonés, com a convidat. En aquesta ocasió, a més de ser la primera en la qual el protagonista no era un polític, van assistir com a públic seixanta persones (en lloc del centenar d'anteriors edicions). El programa va registrar una audiència mitjana de 2.491.000 espectadors i 13,5% de quota de pantalla.
Cinc mesos després, el 15 de setembre, es va emetre la novena edició (cinquena a nivell nacional), amb la participació d'Alberto Ruiz-Gallardón, alcalde de Madrid, qui va respondre a 36 preguntes que li van formular 27 ciutadans. L'emissió va ser seguida per una mitjana de 2.952.000 espectadors i un 17,3% de quota de pantalla.

### Edicions 2009: Segones edicions amb els líders dels principals partits d'Espanya (PSOE, PP, IU, CiU, ERC), i Premis Ondas
La desena edició (sisena a nivell nacional) es va realitzar el 26 de gener de 2009, quan José Luis Rodríguez Zapatero, President del govern espanyol, va acudir al programa, on va respondre a les preguntes dels ciutadans, sent els temes centrals d'aquestes preguntes la crisi econòmica i l'atur.
El 30 de març de 2009 va tenir lloc un nou lliurament del programa. Mariano Rajoy es va enfrontar per segona vegada a les preguntes dels ciutadans. Les receptes de Rajoy contra la crisi econòmica van centrar l'atenció de les persones presents al plató. En aquesta edició el líder del PP va contestar a 33 pregunte davant les 16 que va contestar Zapatero en l'anterior edició del programa.
El 21 d'abril de 2009 va tenir lloc la 12a edició. Igual que en la 3a, van acudir els líders dels tres partits minoritaris IU, CiU i ERC. El PNB va tornar a rebutjar la invitació i UPyD no va ser convidat. Això va ser criticat per Rosa Díez, líder d'aquest partit, al Congrés dels Diputats. Aquesta edició va tenir una caiguda important d'espectadors, perdent la meitat dels espectadors que van veure la 3a edició homòloga de 2007.
A l'octubre d'aquest any es va anunciar el lliurament d'un dels Premis Ondas 2007 al programa, per ser un "profund calat social que ha fet aterrar la política al carrer". El conductor Lorenzo Milá el va assenyalar com "un privilegi poder fer programes en el qual els polítics no responen amb frases fetes a les preguntes, convencionals i previsibles moltes vegades, de periodistes".

### Últimes edicions
L'última edició va ser emesa el 27 d'octubre de 2009. Per primera vegada es va centrar en el mercat de treball, i va comptar amb la participació de Ignacio Fernández Toxo (secretari general de Comissions Obreres, CCOO), Gerardo Díaz Ferrán (president de la Confederació Espanyola d'Organitzacions Empresarials, CEOE), i Cándido Méndez (secretari general de la Unió General de Treballadors, UGT).

### Futur
Després de 13 edicions i el reconeixement de la sèrie amb els Premis Ondas, TVE ha anunciat noves edicions del programa per a la programació del curs 2009-2010. Les noves edicions seran moderades per Ana Blanco, que prendrà el relleu de Lorenzo Milá com a conductora del programa. Blanco ja va presentar les dues edicions autonòmiques d'Andalusia (les edicions 4a i 6a amb Manuel Chaves i Javier Arenas), pel fet que s'emetien alhora que les edicions catalanes, que van ser conduïdes per Milá.

### Curiositats
- Els tres únics membres que han participat més d'una vegada en el programa han estat José Luis Rodríguez Zapatero, Mariano Rajoy i Josep Antoni Duran i Lleida, en dues ocasions cadascun.
- En les edicions 3a i 12a es va convidar als partits minoritaris (IU, CiU, ERC i PNB). El Partit Nacionalista Basc ha estat l'únic partit que ha rebutjat participar en el programa, en totes dues ocasions. Per contra, UPyD no va ser convidada a la 12a edició, quan sí hi volien acudir[15]

## Quadre resum de totes les edicions
| Edició | Data                   | Convidat                                                                                  | Idioma   | Presentador  | Audiència  | Quota de pantalla |
| ------ | ---------------------- | ----------------------------------------------------------------------------------------- | -------- | ------------ | ---------- | ----------------- |
| 1a     | 27 de març de 2007     | José Luis Rodríguez Zapatero (President del Govern, PSOE)                                 | Castellà | Lorenzo Milá | 5,83 mill. | 30,3%             |
| 2a     | 19 d'abril de 2007     | Mariano Rajoy (PP)                                                                        | Castellà | Lorenzo Milá | 6,33 mill. | 34,9%             |
| 3a     | 16 d'octubre de 2007   | Gaspar Llamazares (IU), Josep Antoni Duran i Lleida (CiU), Josep-Lluís Carod-Rovira (ERC) | Castellà | Lorenzo Milá | 4,1 mill.  | 22,2%             |
| 4a     | 20 de novembre de 2007 | Manuel Chaves (President de la Junta d'Andalusia, PSOE)                                   | Castellà | Ana Blanco   | 1,47 mill. | 18,2% (Andalusia) |
| 5a     | 20 de novembre de 2007 | José Montilla (President de la Generalitat de Catalunya, PSC-PSOE)                        | Català   | Lorenzo Milá | 0,64 mill. | 15,4% (Catalunya) |
| 6a     | 18 de desembre de 2007 | Javier Arenas (PP d'Andalusia)                                                            | Castellà | Ana Blanco   | 1,23 mill. | 15,6% (Andalusia) |
| 7a     | 18 de desembre de 2007 | Artur Mas (CiU)                                                                           | Català   | Lorenzo Milá |            |                   |
| 8a     | 15 d'abril de 2008     | Luis Aragonés (Entrenador de la Selecció Espanyola de Futbol)                             | Castellà | Lorenzo Milá | 2,49 mill. | 13,5%             |
| 9a     | 15 de setembre de 2008 | Alberto Ruiz-Gallardón (Alcalde de Madrid, PP)                                            | Castellà | Lorenzo Milá | 2,95 mill. | 17,3%             |
| 10a    | 26 de gener de 2009    | José Luis Rodríguez Zapatero (President del Govern, PSOE)                                 | Castellà | Lorenzo Milá | 6,43 mill. | 30,5%             |
| 11a    | 30 de març de 2009     | Mariano Rajoy (PP)                                                                        | Castellà | Lorenzo Milá | 5,33 mill. | 26,8%             |
| 12a    | 21 d'abril de 2009     | Cayo Lara (IU), Josep Antoni Duran i Lleida (CiU), Joan Ridao (ERC)                       | Castellà | Lorenzo Milá | 1,95 mill. | 11,5%             |
| 13a    | 28 d'octubre de 2009   | Ignacio Fernández Toxo (CCOO), Gerardo Díaz Ferrán (CEOE), Cándido Méndez (UGT)           | Castellà | Ana Blanco   | 2,3 mill.  | 13%               |

## El públic
L'institut TNS-Demoscopia tria de manera independent per a RTVE una mostra representativa de la població espanyola actual. Per a cadascuna de les edicions es va seleccionar un grup de 100 persones de totes les comunitats autònomes, de diferents edats, sexes, professions, estat civil i situació laboral.